# Селеста Альбаре
Селе́ста Альбаре́, уроджена Оґюсти́на Селесті́на Жине́ст (фр. Céleste Albaret, née Augustine Célestine Gineste; 17 травня 1891, Осіяк — 25 квітня 1984, Монфор-л'Аморі, Франція) — економка, покоївка і секретарка Марселя Пруста від 1913 до 1922 року. Авторка книги спогадів про письменника «Пан Пруст».

## Біографія
Селеста Альбаре народилася 17 травня 1891 року у французькій комуні Осіяк (департамент Лозер). Її батькам належали ферма з сімома акрами землі і водяний млин. Селеста здобула початкову освіту в школі, відкритій черницями в сусідньому містечку Канурге. 28 березня 1913 року вона вийшла заміж за Оділона Альбаре, який працював таксистом у Парижі, і переїхала разом з ним до столиці. Її чоловік тоді був особистим шофером Марселя Пруста, і письменник надіслав молодятам вітальну телеграму з побажаннями щастя. Селеста не мала досвіду життя у великому місті, тому спочатку вона, попри любов і турботу чоловіка, почувалася, за її власними словами, «зовсім загубленою». Коли Пруст дізнався про це від Оділона, то запропонував зайняти Селесту, щоб та не сиділа весь час удома. Тоді якраз вийшла книга Пруста «У напрямку до Свану», і він сказав, що якщо Селеста захоче, то може брати у нього екземпляри, підписані для друзів, і розносити за адресами. Незабаром Селеста з письменником познайомилася особисто, і деякий час вона виконувала для нього обов'язки «кур'єра». Пізніше Селеста взяла на себе роль покоївки Пруста, а 1914 року, після мобілізації Оділона і тодішнього камердинера Пруста Ніколя, фактично переселилася в його квартиру на бульварі Осман, 102. Андре Моруа у своїй книзі «У пошуках пана Пруста» пише, що це була «молода, гарна, добре складена жінка, яка розмовляла приємною французькою, характер якої відрізнявся спокійною владністю».
У воєнні та повоєнні роки Селеста Альбаре повністю присвятила себе тяжко хворому письменнику, який жив самітником. Вона вела його господарство, виконувала доручення, відвозила рукописи до видавця і розсилала надруковані книги. Інтуїтивно усвідомлюючи винятковість людини, з якою її звело життя, Селеста зуміла пристосуватися до його нічного способу життя і стала для Пруста воістину незамінною. У листі пані Гастон де Каяве письменник характеризував її так «чарівна і чудова покоївка, яка ось уже кілька місяців є одночасно моїм камердинером, доглядальницею — я не кажу куховаркою тільки лише тому, що нічого не їм».

Селеста брала участь і в літературній роботі Пруста. Вона писала під його диктовку і переписувала набіло його чернетки. Вважається, що саме вона підказала Прусту, якому постійно не вистачало місця для додаткових позначок і правок, підклеювати до чернеток складені гармошкою аркуші. Пізніше Селеста залучила до роботи з рукописами свою сестру Марі Жінест і племінницю Івонну Альбарі, яка друкувала на машинці. 1921 року Пруст так підписав для Селести свою книгу «Ґермантська сторона»:

Моїй дорогій Селесті, вірній подрузі восьми моїх років, але настільки постійно присутній у моїх думках, що точніше було б назвати її споконвічною моєю подругою: я й уявити вже не можу, що колись її не знав, вгадуючи її минуле розпещеної дитини в її сьогоднішніх примхах; Селесті — воєнному хресту, адже вона пережила «готи» і «берти»; Селесті, яка несла хрест моєї вдачі; Селесті — почесному хресту. Її друг Марсель.
Оригінальний текст (фр.)
A ma chère Céleste, à ma fidèle amie de huit années, mais en réalité si unie à ma pensée que je dirai plus vrai en l'appe!ant mon amie de toujours, ne pouvant plus imaginer que je ne l'ai pas toujours connue, connaissant son passé d'enfant gâtée dans ses caprices d'aujourd'hui, à Céleste croix de guerre car elle a supporté gothas et berthas, à Céleste qui a supporté la croix de mon humeur à Céleste croix d'honneur. Son ami Marcel.

Селеста залишалася з Прустом до самої його смерті 1922 року. 1925 року вона народила дочку Оділь. Разом із чоловіком вона відкрила готель у V окрузі Парижа. 1954 року, після смерті Оділона, Селеста оселилася в колишньому будинку Моріса Равеля в Монфор-л'Аморі, в той час неофіційному музеї композитора, де виконувала функції доглядачки, хоча, за її власними словами, розповідала відвідувачам про Пруста більше ніж про Равеля.
Протягом п'ятдесяти років Селеста Альбаре, безпосередня свідчиця останніх років життя Пруста, зберігала мовчання і відмовлялася ділитися спогадами про письменника, кажучи, що її життя «пішло разом із Прустом». Їй здавалося, що намагатися «невміло і незграбно» розповідати про письменника означає зрадити його. Лише у віці 82 років вона передумала, бачачи, як інші люди які не настільки близько знали Пруста, пишуть і говорять про нього. Розповідь Селести записав і опрацював журналіст Жорж Бельмон, який писав потім у передмові до книги «Пан Пруст» (1973): «я… ніколи не погодився б стати відлунням пані Альбаре, якби вже після кількох бесід із нею — а вони тривали протягом п'яти місяців — не переконався в абсолютній достовірності її оповідей. < … > Якщо читач почує в цій книзі почуте мною, я не сумніваюся, що він розрізнить тут найпроникливіший з усіх голосів — голос серця».
1981 року Селеста Альбаре стала командором Ордена Мистецтв та літератури. Вона померла в Монфор-л'Аморі 25 квітня 1984 року у віці 92 років. Після її смерті дочка Селести, Оділь Жеводан-Альбаре, подарувала меблі з квартири Пруста на бульварі Осман музею письменника в Ільє-Комбре.

## Персонаж у «Пошуках утраченого часу»
Один з персонажів епопеї Пруста «У пошуках утраченого часу» має ім'я Селести Альбаре. З усіх численних персонажів роману лише її образ запозичено з реальності без зміни імені. Селеста — посильна з Гранд-Готелю в Бальбеку — детально описана в романі «Содом і Гоморра»; під справжнім ім'ям згадується також і сестра реальної Селести Марі Жинест: Дослідники творчості Пруста підкреслюють, проте, що не слід сприймати це як буквальне перенесення образу Селести Альбаре в роман. Крім того, зазначається, що багатьма рисами своєї покоївки Пруст наділив іншого персонажа «Пошуків» — служницю Франсуазу (насамперед це стосується своєрідної мови і манери мовлення).

## Премія Селести Альбаре
2015 року літературний готель Le Swann і книжковий магазин Fontaine Haussmann заснували премію Селести Альбаре. Премію вручають щорічно за твір, пов'язаний із життям і епохою Марселя Пруста. До журі входять сім осіб. У числі лауреатів премії — Лора Ільрен, П'єр-Ів Лепренс, Евелін Блок-Дано, Тьєррі Лаже та ін.